# Quint Valeri Sorà
Quint Valeri Sorà (llatí: Quintus Valerius Soranus) va ser un poeta romà conegut per ser l'autor de dos hexàmetres esmentats per Agustí d'Hipona a través de referències de Marc Terenci Varró. Ciceró també el cita a De oratore i diu d'ell que era "literatissimum togatorum omnium" (el més culte de tots els togats).
Els hexàmetres diuen:
| « | Juppiter omnipotens, rerum regumque repertor, Progenitor, genitrixque Deum, deus unus et idem | » |

(Júpiter omnipotent, instaurador de les coses i els regnes, progenitor, generador de déus i déu únic i idèntic)
Segons Plini (Naturalis Historia, prefaci) aquests versos provendrien d'un llibre escrit per Valeri Sorà titulat Έποπτίδων (Els que saben les Paraules o Els iniciats).
Alguns autors llatins, com ara Servi i Plini, diuen que Valeri Sorà va revelar el nom secret de Roma, cosa prohibida des de la seva fundació, per a evitar rituals d'invocació per part dels enemics de la ciutat. Valeri Sorà va ser declarat traïdor i crucificat en temps de Sul·la.
Podria haver estat contemporani de Marc Antoni l'orador i hauria viscut per tant a l'entorn de l'any 100 aC. Encara que alguna vegada apareix esmentat com a Serrà (Serranus) això és clarament un error.